# Tomoko Ótaová
Tomoko Ótaová (japonsky 太田 朋子, Óta Tomoko; * 7. září 1933 Mijoši) je japonská populační genetička a evoluční bioložka.

## Život
Tomoko Ótaová se narodila v roce 1933 ve městě Mijoši v prefektuře Aiči. Pocházela z první japonské generace, jejímž ženám bylo umožněno dobré univerzitní vzdělání. Po neúspěšných přijímacích zkouškách na lékařskou fakultu absolvovala zemědělskou školu Tokijské univerzity, obor ji však nenaplňoval. Po promoci v roce 1956 našla místo v biologickém institutu, jenž založil přední japonský genetik Hitoši Kihara. Předtím ještě krátce pracovala jako redaktorka vydavatelské společnosti. V Kiharově institutu se zabývala cytogenetikou zemědělských plodin, přičemž Kihara jí umožnil studium na North Carolina State University. Zde díky Fulbrightově stipendiu strávila roky 1962–1966 a obhájila zde doktorát. Ve Spojených státech se také přeorientovala na populační genetiku. Od roku 1967 působila v Národním ústavu genetiky v Mišimě u Motoa Kimury, tehdy jediného teoretického populačního genetika v Japonsku. Jako plnohodnotnou výzkumnou pracovnici ji přijal teprve o dva roky později.
Tomoko Ótaová mezi lety 1977–1984 působila v Národním ústavu genetiky jako vedoucí první laboratoře oddělení populační genetiky, v letech 1984–1997 zde zastávala pozici profesorky, mezi lety 1990–1991 pak pozici zástupkyně ředitele. Od roku 1997 je emeritní profesorkou. Stala se první držitelkou ceny Saruhaši pro ženy ve vědě a obdržela také Cenu Japonské akademie (1985) nebo Řád kultury (2016). Jakožto první Japonka byla jmenována zahraničním členem Americké akademie umění a věd.
Hlavní teoretický přínos Ótaové spočívá v práci na teorii neutrální evoluce. Ve druhé polovině 20. století vrcholilo období neodarwinismu a většina evolucionistů věřila, že hlavní hnací silou evoluce je přírodní výběr. Motoo Kimura v 60. letech 20. století vyvolal velkou debatu tvrzením, že většina evoluce na molekulární úrovni představuje výsledek náhodné fixace neutrálních mutací, zatímco přírodní výběr se na molekulární úrovni podílí pouze na malém množství fixací. Ótaová teorii neutrální evoluce modifikovala: podle jejího modelu téměř neutrální evoluce je sice většina mutací selekčně významná, ovšem v malých populacích se tyto mutace kvůli svému většinou slabému efektu na biologickou zdatnost jako efektivně neutrální chovají. Zde tak o jejich osudu rozhoduje náhodný genetický drift, zatímco ve velkých populacích již nenáhodný přírodní výběr. Formálněji, mutace se chová jako efektivně neutrální tehdy, když {\displaystyle |s|\leq {\frac {1}{N_{e}}}}, kde {\displaystyle |s|} představuje absolutní hodnotu relativního selekčního koeficientu a {\displaystyle N_{e}} efektivní velikost populace. Většina téměř neutrálních mutací je podle modelu téměř neutrální evoluce mírně negativní.

## Z díla
- Kimura, Motoo; Ohta, Tomoko (1971). Theoretical aspects of population genetics. Princeton, NJ: Princeton Univ. Press
- Ohta, Tomoko (1973). Slightly Deleterious Mutant Substitutions in Evolution. Nature 246(5428).
- Ohta, Tomoko (1977). Extension to the neutral mutation random drift hypothesis. In Kimura, M. (ed.). Molecular evolution, protein polymorphism and the neutral theory. Mishima: National Institute of Genetics.
- Ohta, Tomoko (1980). Evolution and variation of multigene families. Berlin: Springer-Verlag
- Ohta, Tomoko; Aoki, Kenichi, eds. (1985). Population genetics and molecular evolution: papers marking the sixtieth birthday of Motoo Kimura. Tokyo: Japan Scientific Societies Press
- Ohta, Tomoko (1992). The Nearly Neutral Theory of Molecular Evolution. Annual Review of Ecology and Systematics 23 (1).